# Chironomus nigroviridis
Chironomus nigroviridis är en tvåvingeart som beskrevs av Macquart 1834. Chironomus nigroviridis ingår i släktet Chironomus, och familjen fjädermyggor. Arten är reproducerande i Sverige.